# جون برادي (سياسي)
جون برادي (بالإنجليزية: John Brady)‏ هو سياسي أيرلندي، ولد في 18 يوليو 1973 في جمهورية أيرلندا. حزبياً، نشط في شين فين. في 2016 Irish general election ‏، انتخب نائب دييل عن دائرة Wicklow (Dáil constituency) ‏ وقد انضم خلال فترته النيابية ‏ (10 مارس 2016 – )  للكتلة البرلمانية شين فين.